# Névralgie d'Arnold
Pour les articles homonymes, voir Arnold.
 Mise en garde médicale
La névralgie d'Arnold (NA) ou arnoldalgie ou névralgie du grand occipital est une neuropathie périphérique du cou et de la tête caractérisée par une « céphalée paroxystique unilatérale d’origine cervicale », causée par une « irritation ou une compression du grand nerf occipital (GNO) postérieur et/ou du petit nerf occipital ». Selon Jean-Marc Ziza & al. (2013) elle représenterait 8,7 % des névralgies ayant une origine cervicale (GNO dans 90 % des cas) et il arrive que sa prise en charge thérapeutique soit difficile, via des traitements dont l'efficacité manquait encore, au début des années 2010, de preuves scientifiques. 
Elle tire son nom de celui du médecin allemand qui l'a décrite Friedrich Arnold (1803-1890).

## Causes
La névralgie d'Arnold est due à une lésion des nerfs occipitaux, qui peut être entraînée par un trauma (le plus souvent traumatisme crânien), un stress physique du nerf.
Le mécanisme exact est discuté : une irritation des facettes articulaires postérieures des deux premières vertèbres cervicales (C1-C2) où se trouve le ganglion de la deuxième racine cervicale, ou celles de C2-C3, ou un dérangement intervertébral mineur de ces articulations, ou encore d'un trouble impliquant un muscle et son fascia. Il se pourrait que ces différents mécanismes s'associent.

## Clinique
Elle est à l'origine de douleurs classiquement vives et intenses, unilatérales, dans le territoire du nerf grand occipital (d'Arnold), allant de la partie latérale haute de la nuque jusqu'au sommet du crâne et parfois l'œil. La douleur est souvent décrite comme étant à type de « décharges électriques » ou de « brûlures ».
Elle évolue le plus souvent par paroxysmes sur un fond douloureux permanent. Elle peut être déclenchée par la palpation à l'émergence du nerf sous le scalp, parfois par la simple flexion de la tête en avant.
Le diagnostic est souvent posé par élimination.

## Diagnostic différentiel

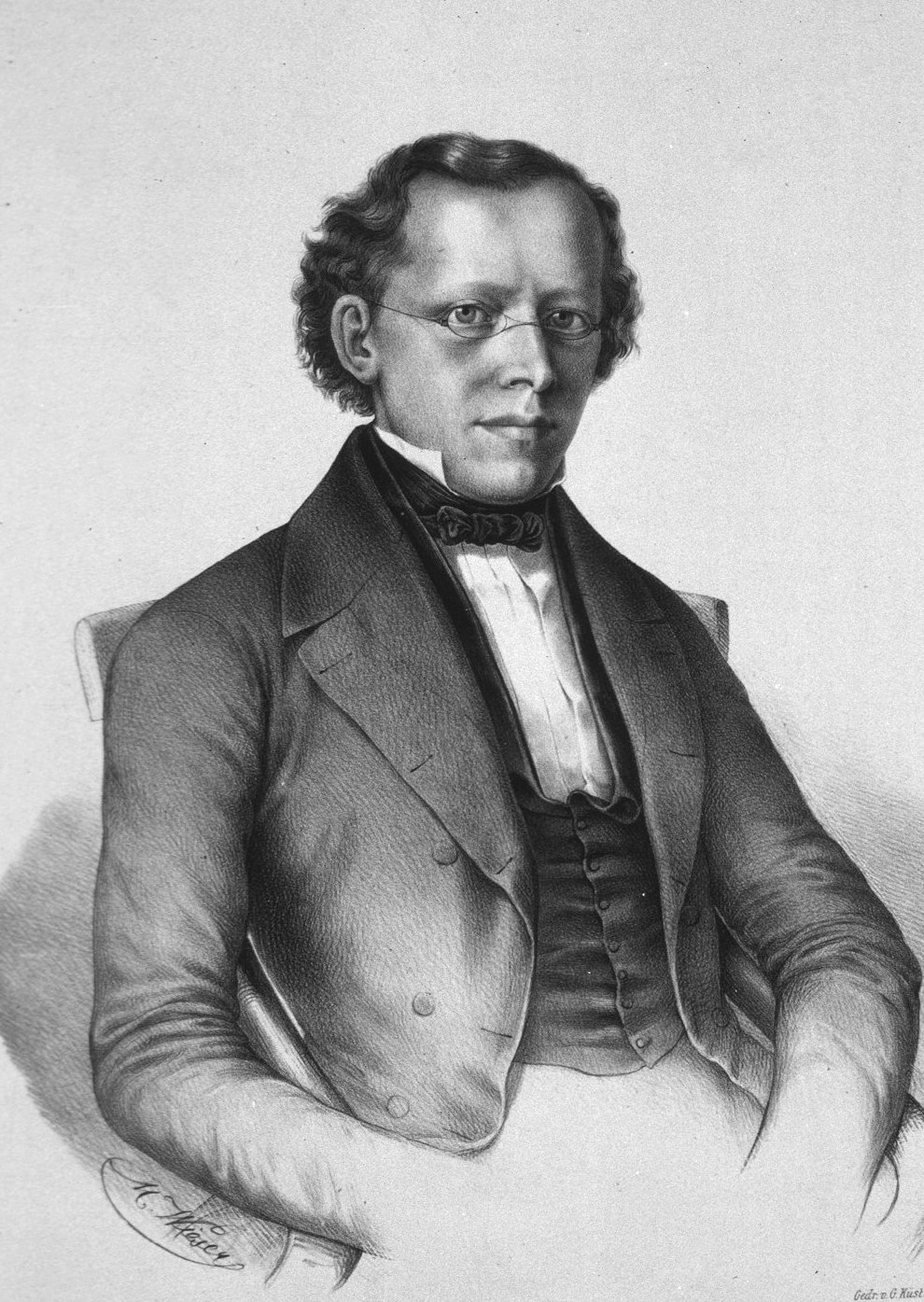
Friedrich Arnold (1803-1890), anatomiste allemand, professeur à l'Université de Heidelberg.

Il vise à éliminer d'autres causes possibles des douleurs, notamment d'autres causes possibles de céphalées d’origine cervicale. 
- Migraine[5]
- Céphalée de tension[5]
- Dissection artérielle[5] : à évoquer de principe, en cas de douleur aiguë unilatérale de la nuque, d'apparition récente
- Coup du lapin
- Névralgie du nerf grand auriculaire
- Névralgie du nerf petit occipital.

« Un test anesthésique positif confirme le diagnostic »

## Traitement
Lorsque la symptomatologie dure depuis plus de trois mois, il s'agit d'un syndrome douloureux chronique qui nécessite une prise en charge idéalement multidisciplinaire, associant des techniques médicamenteuses et surtout non médicamenteuses. 
Le traitement médicamenteux repose sur les antalgiques (paracétamol voire morphinique), les anti-inflammatoires non stéroïdiens et les anticontracturants, ainsi que les infiltrations articulaires de corticoïdes (éventuellement associés à des anesthésiques),. 
Le traitement non médicamenteux repose sur de la kinésithérapie comprenant, par exemple, le massage, l’application de froid ou de chaleur, la rééducation et la mobilisation, la reprise précoce d'activité, les manipulations vertébrales, et des techniques de contre-stimulation comme la puncture sèche, la TENS Neurostimulation Électrique Transcutanée,,. Il existe aussi la neurostimulation, notamment la stimulation du ganglion de la racine dorsale (DRG), est une approche plus ciblée qui peut être explorée. Elle implique l'implantation d'un dispositif qui envoie des impulsions électriques directement aux ganglions de la racine dorsale, potentiellement efficace pour les douleurs neuropathiques localisées.
Le recours à la chirurgie est exceptionnel.